# Кушелева, Любовь Ильинична
Графиня Любо́вь Ильи́нична Кушелева (урождённая Безбородко; 1783 — 26 июля 1809) — фрейлина, наследница огромного состояния братьев Безбородко, жена адмирала Г. Г. Кушелева.

## Биография
Дочь графа Ильи Андреевича Безбородко от брака с Анной Ивановной Ширай. Получила домашнее воспитание под руководством матери, добрейшей женщины. В день коронования император Павла I, в апреле 1797 года, была пожалована во фрейлины ко двору императрицы Марии Фёдоровны.
В 1799 году вместе с младшей сестрой Клеопатрой, впоследствии княгиней Лобановой-Ростовской, стала наследницей колоссального состояния своего дяди князя А. А. Безбородко. Была богатейшей невестой России своего времени, по скромным оценкам движимое и недвижимое имущество её доли наследства (не считая капиталов) составляло более 10 миллионов рублей. Князь Безбородко часто говорил: «Для моей племянницы нет жениха, как для графа В. Кочубея нет невесты».
13 октября 1799 года в возрасте всего шестнадцати лет вышла замуж за любимца императора, вдовца, сорокапятилетнего графа Григория Григорьевича Кушелева. По утверждению графа Ростопчина, этот неравный брак был устроен графом Завадовским, ближайшим другом её умершего дяди и невеста шла замуж охотно. Свадьба состоялась в Гатчинском дворце, в сентябре 1800 года родился их первенец.
По свидетельству А. С. Шишкова, Павел I был крайне недоволен женитьбой Кушелева, заподозрив его в корыстолюбии. Так что даже когда адмирал заболел, Павел выразил уверенность, что врач его уморит, добавив: «Впрочем невелика беда, если и умрёт! Он женился на богатстве и пошёл в холопы к своей жене. Я сам, сударь, люблю женщин, но не стану ездить за ними на запятках». Шишков же, видя подобное негодование, возражал: «Государь, может быть, он не хорошо сделал, что в таких летах женился, но я смею за него ручаться, что к этому побудило его достоинство сей девицы, а не богатство её, в котором он, будучи столько от Вашего Величества награждён, не имеет никакой надобности».
После вступления на престол Александра I граф Кушелев вышел в отставку. Жил в своих имениях, где занимался сельским хозяйством. Любовь Ильинична же с детьми жила в Петербурге. Свой дом на наб. Кутузова д. 6 она держали открытым, давала званые обеды и вечера. По отзывам современников графиня была женщиной красивой и любезной. После десяти лет замужества, в июле 1809 года, она скончалась совсем молодой и была похоронена на Лазаревском кладбище Александро-Невской лавры.

## Дети
В браке имела дочь и двух сыновей, которых граф Кушелев после её смерти в 1809 году отдал на воспитание сестре жены, княгине Клеопатре Ильиничне.
- Александр (04.09.1800—06.04.1855), государственный деятель, в 1816 году из-за прекращения потомства графов Безбородко по мужской линии, получил право именоваться графом Кушелевым-Безбородко.
- Григорий (09.03.1802—15.02.1855), генерал-лейтенант.
- Анна (21.08.1808—11.03.1813), похоронена рядом с матерью.